# Carles II d'Anglaterra i d'Escòcia
Carles II (29 de maig de 1630 – 6 de febrer de 1685) fou Rei d'Anglaterra, d'Escòcia i d'Irlanda.
Segons els monàrquics, Carles II va esdevenir rei d'Anglaterra i d'Escòcia a partir del moment de l'execució del seu pare Carles I el 30 de gener de 1649 durant la Revolució Anglesa. El 5 de febrer de 1649 va ser proclamat rei d'Escòcia pel Parlament Escocès a Edimburg negant-li entrar a Escòcia tret que acceptés establir el presbiterianisme com a religió estatal als tres regnes, però el Parlament d'Anglaterra no el va reconèixer com a rei.
El 1649 els reialistes estaven desorganitzats a Escòcia i el seu antic líder, el marquès de Montrose estava exiliat. Carles II va animar Montrose a reunir un exèrcit de les Highlands per lluitar al bàndol realista, però els covenanters escocesos, descontents amb l'execució de Carles I i temedors pel futur del presbiterianisme sota la nova Commonwealth, li van oferir la corona d'Escòcia, Carles va abandonar Montrose, que havia reunit una força mercenària a Noruega i ja havia desembarcat sent derrotat en la batalla de Carbisdale el 27 d'abril de 1650. Els vencedors van capturar Montrose poc després i el van portar a Edimburg. El 20 de maig el Parlament escocès el va condemnar a mort i el va fer penjar l'endemà. Carles II va desembarcar a Morayshire el 23 de juny de 1650 i va signar el Pacte Nacional de 1638 i la Lliga i Pacte Solemnes de 1643 poc després de desembarcar. Amb els seus seguidors reialistes escocesos i els seus nous aliats covenanters, Carles II es va convertir en l'amenaça més gran que enfrontava la nova república anglesa. En resposta a l'amenaça, Oliver Cromwell va deixar alguns dels seus tinents a Irlanda per continuar la repressió dels reialistes irlandesos i va tornar a Anglaterra, arribant a Escòcia el 22 de juliol i assetjant Edimburg. A finals d'agost, la malaltia i l'escassetat de subministraments havien reduït el seu exèrcit, i va haver d'ordenar una retirada cap a la seva base a Dunbar (Escòcia). Un exèrcit escocès sota el comandament de David Leslie va intentar bloquejar la retirada, però Cromwell els va derrotar en la Batalla de Dunbar el 3 de setembre. L'exèrcit de Cromwell va prendre Edimburg, i a finals d'any el seu exèrcit havia ocupat gran part del sud d'Escòcia. Al juliol de 1651, les forces de Cromwell van creuar el Fiord de Forth cap a Fife i el 20 de juliol van derrotar els escocesos a la batalla d'Inverkeithing. El Nou Exèrcit Model va avançar cap a Perth permetent a Carles, al capdavant de l'exèrcit escocès, traslladar-se cap al sud a Anglaterra en un desesperat intent d'envair Anglaterra i capturar Londres mentre Cromwell es trobava ocupat a Escòcia. Cromwell va seguir Carles a Anglaterra, deixant George Monck per acabar la campanya a Escòcia. Monck va prendre Stirling el 14 d'agost i Dundee l'1 de setembre. Cromwell va atrapar als reialistes a batalla de Worcester el 3 de setembre, on les forces del comandant anglès aixafaren l'últim gran exèrcit reialista escocès.
Després de la derrota a Worcester, Carles II va marxar a l'exili durant nou anys al continent europeu, on va viure a França, les Províncies Unides i Països Baixos espanyols. Cromwell eliminà el sistema polític d'Escòcia, que va passar a ser quasi una província més d'Anglaterra si ve no va haver-hi expropiacions de terres.
Després del col·lapse del sistema republicà del Protectorat imposat per Oliver Cromwell el 1649 i que, a la seva mort, el seu fill Richard no va saber mantenir, el 1659, el general George Monck va invitar Carles II a assumir el tron. El 25 de maig de 1660 Carles II va desembarcar a Dover i va fer la seva entrada triomfal a Londres quatre dies després. El reberen tant els partidaris de la monarquia clàssica com els defensors del contractualisme o sigui d'una monarquia limitada pel Parlament.
Als greus problemes religiosos i constitucionals s'hi afegia la debilitat de la hisenda reial que depenia de l'ajut de Lluís XIV pel Tractat de Dover de 1670 en virtud del qual França donava un milió i mig de lliures anuals per tal d'estabilitzar la monarquia anglo-escocesa i impulsar la causa catòlica a les Illes Britàniques. Aquesta situació, segons la propaganda del partit whig, convertia Carles II un pensionat de Lluís XIV.
Com que no tenia fills legítims, a la seva mort, el succeí el seu germà Jaume II d'Anglaterra i VII d'Escòcia (1685-1688)